# Sven Rosén
Sven Rosén (Estocolmo, 10 de março de 1883 — Danderyd, 22 de junho de 1963) foi um ginasta sueco que competiu em provas de ginástica artística.
Rosén é o detentor de uma medalha olímpica, conquistada na edição britânica, os Jogos de Londres, em 1908. Nesta ocasião, competiu como ginasta na prova coletiva. Ao lado de outros 37 companheiros, conquistou a medalha de ouro, após superar as nações da Noruega e da Finlândia.